# Course de montagne du Danis
La course de montagne du Danis (en allemand : Danis-Berglauf) est une course de montagne reliant le village de Lenzerheide à l'alpage Alp Lavoz sur le flanc du Piz Danis dans le canton des Grisons en Suisse. Elle s'est tenue de 1978 à 2002.

## Histoire
La course est créée en 1978 par le Ski Club de Lenzerheide, à l'initiative de Wendelin Parpan. La première édition a lieu le 9 juillet 1978 et voit la victoire surprise du Chilien Edmundo Warnke devant le favori Stefan Solèr. La Suissesse Marijke Moser s'impose chez les femmes.
L'épreuve accueille le Trophée mondial de course en montagne en 1987. À cette occcasion, le parcours de la course traditionnelle est modifié et rallongé à 12,9 km afin d'offrir une répétition générale aux coureurs. Le Trophée mondial a lieu les 22 et 23 août et voit la victoire de l'Américain Jay Johnson sur le parcours long, rallongé à 14,7 km jusqu'au sommet du Piz Danis. Les autres parcours sont organisés à l'Alp Lavoz. L'Italien Fausto Bonzi remporte le titre sur parcours court tandis que la Colombienne Fabiola Rueda, récemment installée en Suisse, s'impose chez les femmes, En 1989, l'épreuve reprend le parcours d'origine légèrement raccourci à 10,4 km.
La course accueille les championnats suisses de course en montagne en 1994. L'épreuve masculine a lieu sur un parcours rallongé à 12,3 km. Woody Schoch et Isabella Moretti sont titrés. L'Allemand Josef Stangl s'impose sur le parcours traditionnel.
En 1997, la course s'associe avec la course de Schlickeralm en Autriche et la course de montagne du Hochfelln pour créer le Grand Prix alpin 1997 qui devient le Grand Prix WMRA en 1999,. L'épreuve reste au calendrier jusqu'en 2000.
La course connaît sa dernière édition en 2002. Approchés par les offices du tourisme de Lenzerheide-Valbella et de Coire qui souhaitent créer une nouvelle course de grande ampleur, les organisateurs acceptent et mettent en place le marathon des Grisons en 2003 qui remplace la course du Danis en perte de vitesse,.

## Parcours
Le parcours relie le village de Lenzerheide à l'alpage d'Alp Lavoz sur le flanc du Piz Danis. Depuis 1989, il mesure 10,4 km pour 536 m de dénivelé,.
En 1993, le parcours est raccourci à 6,3 km en raison de fortes pluies.

## Vainqueurs
| Année | Hommes                | Temps       | Femmes                 | Temps           |
| ----- | --------------------- | ----------- | ---------------------- | --------------- |
| 1978  | Edmundo Warnke        | 45 min 44 s | Marijke Moser          | 1 h 3 min 12 s  |
| 1979  | Peter Standing        | 45 min 19 s | Cornelia Thomas        | 1 h 2 min 7 s   |
| 1980  | Max Little            | 42 min 50 s | Hélène Leuenberger     | 56 min 21 s     |
| 1981  | Peter Haid            | 42 min 47 s | Vreni Forster          | 49 min 44 s     |
| 1982  | Hansruedi Kohler      | 42 min 20 s | Cornelia Thomas        | 52 min 0 s      |
| 1983  | Albert Rungger        | 43 min 49 s | Waltraud Egger         | 57 min 4 s      |
| 1984  | Erich Amann           | 42 min 56 s | Christiane Fladt       | 54 min 55 s     |
| 1985  | Alfonso Vallicella    | 42 min 53 s | Karin Möbes            | 54 min 10 s     |
| 1986  | Fausto Bonzi          | 42 min 57 s | Olivia Grüner          | 48 min 26 s     |
| 1987  | Fausto Bonzi          | 58 min 48 s | Karin Möbes            | 1 h 10 min 44 s |
| 1988  | Alfonso Vallicella    | 58 min 5 s  | Christine Tischhauser  | 1 h 15 min 28 s |
| 1989  | Martin May            | 42 min 52 s | Martine Bouchonneau    | 48 min 36 s     |
| 1990  | Fausto Bonzi          | 42 min 1 s  | Rosmarie Müller        | 51 min 5 s      |
| 1991  | Diamantino dos Santos | 41 min 38 s | Martine Bouchonneau    | 49 min 46 s     |
| 1992  | Helmut Schmuck        | 40 min 53 s | Isabella Moretti       | 49 min 36 s     |
| 1993  | Helmut Schmuck        | 24 min 59 s | Isabella Moretti       | 29 min 32 s     |
| 1994  | Josef Stangl          | 42 min 16 s | Isabella Moretti       | 48 min 30 s     |
| 1995  | Helmut Schmuck        | ?           | Alena Peterková        | 48 min 1 s      |
| 1996  | Helmut Schmuck        | 41 min 42 s | Fabiola Rueda-Oppliger | 44 min 35 s     |
| 1997  | Richard Findlow       | 41 min 12 s | Janina Saxer           | 48 min 19 s     |
| 1998  | Martin Cox            | 41 min 1 s  | Janina Saxer           | 49 min 30 s     |
| 1999  | Robert Quinn          | 41 min 4 s  | Petra Wassiluk         | 46 min 28 s     |
| 2000  | Antonio Molinari      | 40 min 41 s | Izabela Zatorska       | 47 min 27 s     |
| 2001  | Antonio Molinari      | 40 min 40 s | Izabela Zatorska       | 47 min 16 s     |
| 2002  | Martin Cox            | 40 min 48 s | Izabela Zatorska       | 48 min 3 s      |

 Record de l'épreuve (10,4 km)